# Bolzensetzgerät

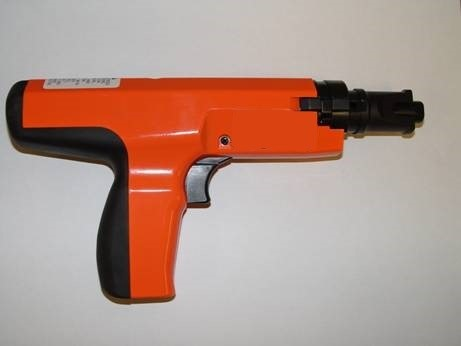
Bolzensetzgerät

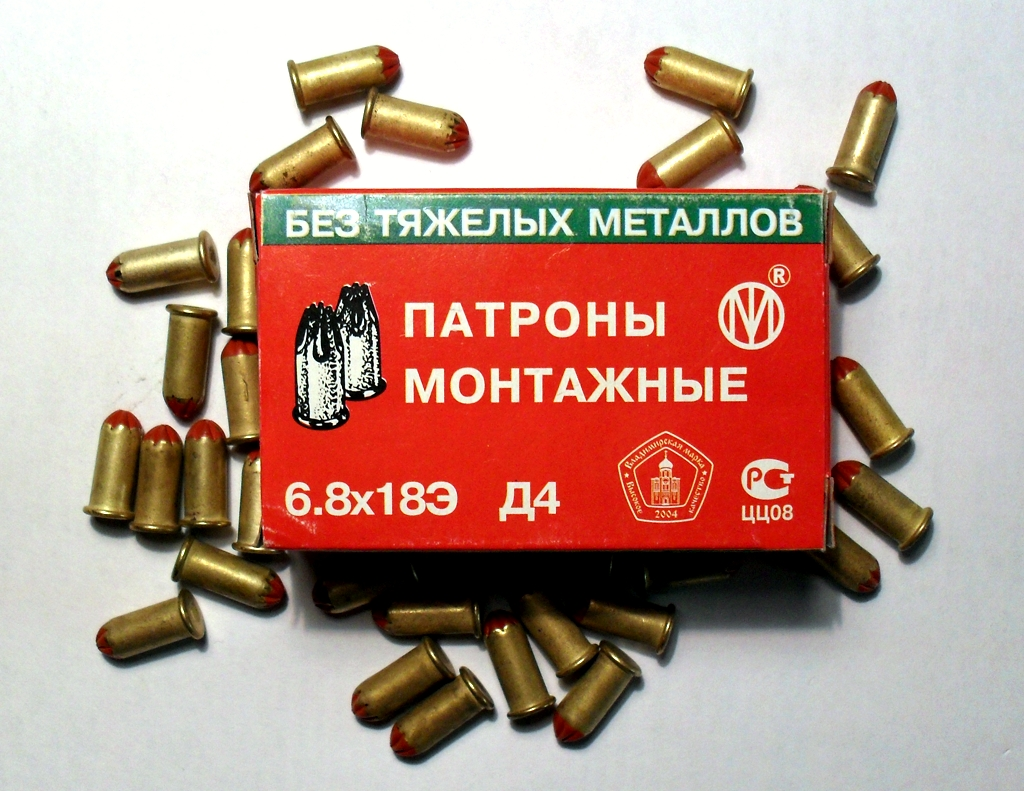
Kartuschen 6,8 × 18 mm für pyrotechnische Bolzensetzgeräte

Als Bolzensetzgerät wird ein technisches Gerät der Befestigungstechnik bezeichnet. Diese Geräte mit pyrotechnischer Energieerzeugung werden zum Setzen von Bolzen oder Nägeln, Krampen (z. B. im Trockenbau) verwendet.
Die Eintreibenergien („Setzenergien“) liegen bei Pulvergeräten bis ca. 350 J auf Beton und bis ca. 600 J für den Einsatz auf Stahl.

## Aktuelle Bolzensetztechnik
Das Prinzip des Antriebs ähnelt entfernt dem einer Feuerwaffe: Durch die pyrotechnische Expansionsenergie wird hier jedoch anstelle eines Geschosses ein Kolben angetrieben. Dieser Kolben schlägt auf den Bolzen oder Nagel (Pistole → Projektil). Dieser elastische Stoß übergibt die Energie an den Bolzen oder Nagel. Der Kolben verlässt jedoch niemals das Gerät: Im Fall einer Leersetzung oder beim Setzen auf zu weichen Untergrund bzw. mit Überenergie wird er am Austreten aus dem Gerät durch einen Kolbenstoppring oder eine Kolbenbremse gehindert. Hierin besteht der wesentliche sicherheitstechnische Unterschied zu den früher verbreiteten Bolzenschussgeräten, die den Nagel wie ein Projektil mit hoher Geschwindigkeit verschossen.

## Frühere Bolzenschussgeräte
Bolzenschussgeräte sind heute in Deutschland durch berufsgenossenschaftliche Vorschriften verboten, Bolzensetzgeräte dagegen sehr verbreitet. Letztere fallen seit 2006 in den Geltungsbereich der EU-Maschinenrichtlinie (2006/42/EG), sind in der EU und EFTA sowie der Schweiz als Maschinen zu betrachten und fallen nicht unter das Waffenrecht. Sie auf den Markt zu bringen, erfordert CE-Kennzeichnung bzw. CE-Konformität. Die Sicherheitsanforderungen für die CE-Konformität pulverbetriebener Bolzensetzgeräte beschreibt die harmonisierte europäische Norm EN 15895.
Umgangssprachlich wird auch der Schlachtschussapparat als Bolzenschussgerät bezeichnet. Beim Schlachtschussapparat fährt der Bolzen aus und wieder ein, er verlässt das Gerät nicht.